# Meškalaukis

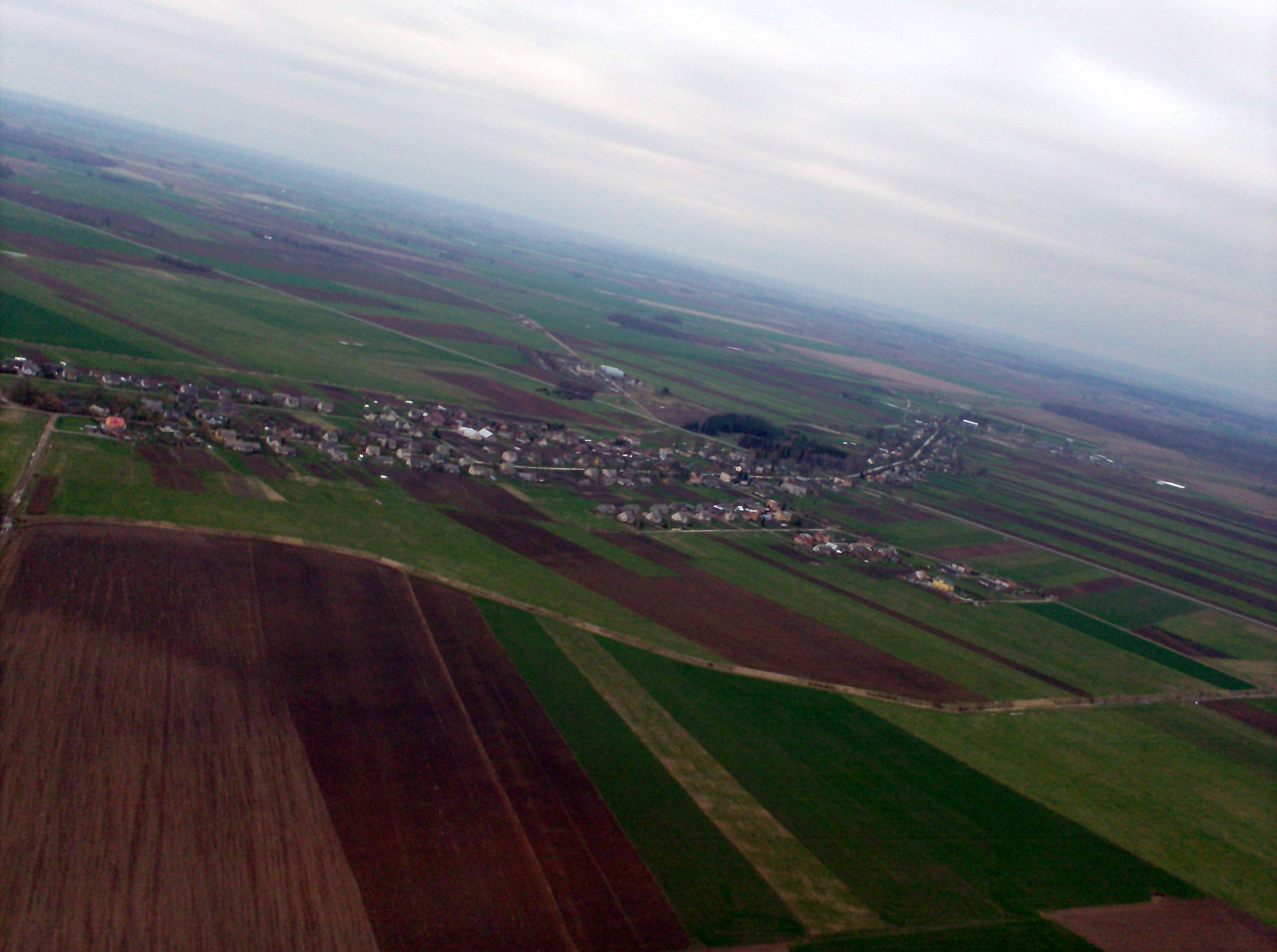
Meškalaukis 2008

Meškalaukis ist ein Ort in der Rajongemeinde Pasvalys, im Amtsbezirk Joniškėlis, Bezirk Panevėžys, Litauen, mit 453 Einwohnern (2011). Im Dorf gibt es einen Medizinischen Versorgungspunkt (medicinos punktas), eine Kooperative und seit Juni 1992 das Unternehmen ŽŪB „Meškalaukis“. Die frühere Grundschule Meškalaukis wurde in eine Abteilung für Grundschulbildung der Schule Joniškėlis reorganisiert und 2013 geschlossen.

## Name
Meškalaukis bedeutet auf Litauisch 'Bärenfeld' (meška, dt. 'Bär + laukas, dt. 'Feld').

## Geschichte
Ab 1868 wurde das Dorf vom litauisch-russischen Offizier Felicijonas Karpis (1821–1880) im damaligen Russischen Kaiserreich verwaltet. 1923 gründete man eine Grundschule Meškalaukis (lit. Meškalaukio pradžios mokykla). 1950–1992 war es die zentrale Siedlung des örtlichen Kolchoses im damaligen Sowjetlitauen. Seit 1950 gibt es eine Bibliothek. Die Schuleinrichtung als eine Abteilung des Gymnasiums Joniškėlis bestand bis zum 1. September 2013 (Joniškėlio Gabrielės Petkevičaitės-Bitės gimnazijos Meškalaukio pradinio ugdymo skyrius).

## Personen
- Vilius Židonis (1933–2018), litauischer Ingenieur und Professor, Erfinder und Politiker, Minister für Handel und Materialressourcen